# 真木家文書
真木家文書（まきけもんじょ）は、越後国長岡藩主牧野氏・家臣の槇氏・真木氏、及び信濃国小諸藩主牧野家・家臣の真木氏の先祖について著述した文献。「槇文書」ともいう。東京大学史料編纂所蔵。

## 概要
真木（槇）氏は、初代越後国長岡藩主・牧野忠成の父である牧野新次郎康成と、兄弟分の契りを結んでいたとされる。
その真木（槇）氏が、三河国宝飯郡の豪族から、牧野氏の家臣団に吸収されて長岡藩士となって過ごした永禄年間から、元禄年間までの5代に渡る記録が真木家文書である。
旧版の日本図書総目録には『槙軍談』（東京大学史料編纂所）とあるが、1990年の改訂版からは『槇文書』・『真木軍談』に分けて、記載されている。「槇文書」とは初代の部分と、今川氏真から下された感状を指すものと思われる。
真木家文書の感状の部分は『岡崎市史』に引用がある。